# VSS Vintorez
VSS (tiếng Nga:Винтовка Снайперская Специальная, Vintovka Snayperskaya Spetsialnaya, tạm dịch: Súng trường bắn tỉa đặc biệt) cũng được gọi là Vintorez là loại súng bắn tỉa được chế tạo bởi Tula Arsenal. Nó được sử dụng chủ yếu trong lực lượng Spetsnaz cho các nhiệm vụ bí mật hoặc hoạt động ngầm. Loại súng này có thể được tháo rời và đựng trong một chiếc cặp được thiết kế đặc biệt cho nó để dễ dàng trong việc di chuyển ít gây chú ý.

## Thông số thiết kế

### Hoạt động
Nguyên tắc hoạt động và hệ thống hãm thanh được sử dụng trên VSS giống với khẩu AS Val. VSS sử dụng hệ thống nạp đạn bằng khí nén với hệ thống trích khí dài với ống trích khí nằm trong nòng súng. Súng có thoi nạp đạn xoay với 6 móc khóa viên đạn cố định vào vị trí. Nó có thể chọn chế độ bắn nút chọn chế độ bắn có hình chéo nằm sau cò súng bên trong vành bảo vệ cò súng, nút khóa an toàn cũng giống như các mẫu súng AK.

### Tính năng
Loại súng này có ống hãm thanh chính là nòng súng. Trên thực tế một loại ống hãm thanh được thiết kế đặc biệt bao quanh nòng súng của VSS, nòng súng có rất nhiều lỗ thoát khí dọc theo các rãnh xoắn các lỗ này khớp với các lỗ trên ống hãm thanh nó sẽ giảm tối đa tiếng ồn cũng như làm mát luồng khí nóng này. Ống hãm thanh này có thể tháo ra dễ dàng để bảo dưỡng và cất giữ nhưng không nên bắn VSS khi không có ống hãm thanh này.
Báng súng dạng khung là phiên bản bo tròn của báng súng sử dụng trên khẩu SVD, nó có thêm vai đệm cao su và có thể tháo ra để dễ dàng vận chuyển các tay cầm được làm bằng vật liệu polyme cao phân tử.
Các khẩu VSS thường dùng hộp đạn rời 10 viên. Nhưng khi cần thiết nó có thể thay bằng hộp đạn 20 viên và bắn với chế độ hoàn toàn tự động.
Khẩu VSS sử dụng loại đạn nặng 9x39mm SP-5 cận âm. Loại đạn này hiệu quả trong việc xuyên giáp chống đạn. Nó hiệu quả như thế là do đầu đạn được làm bằng thép cứng hoặc wolfram, loại đạn này có thể xuyên 6 mm thép trong phạm vi 100 m và 2 mm (độ dày tiêu chuẩn của các loại mũ cối) trong phạm vi 500 m. Tuy nhiên loại súng này thường được sử dụng dưới 400 m.

### Hệ thống nhắm
VSS có thanh răng gắn trên thân súng để có thể tháo lắp các loại ống nhắm mà thường là PSO-1-1 (1P43). Nó cũng có thể lắp hệ ống nhắm ban đêm là 3.46x NSPU-3 (1PN75). Nó cũng có hệ thống điểm ruồi và thước ngắm dự phòng với phạm vi nhắm là 400 m.

## Quốc gia sử dụng

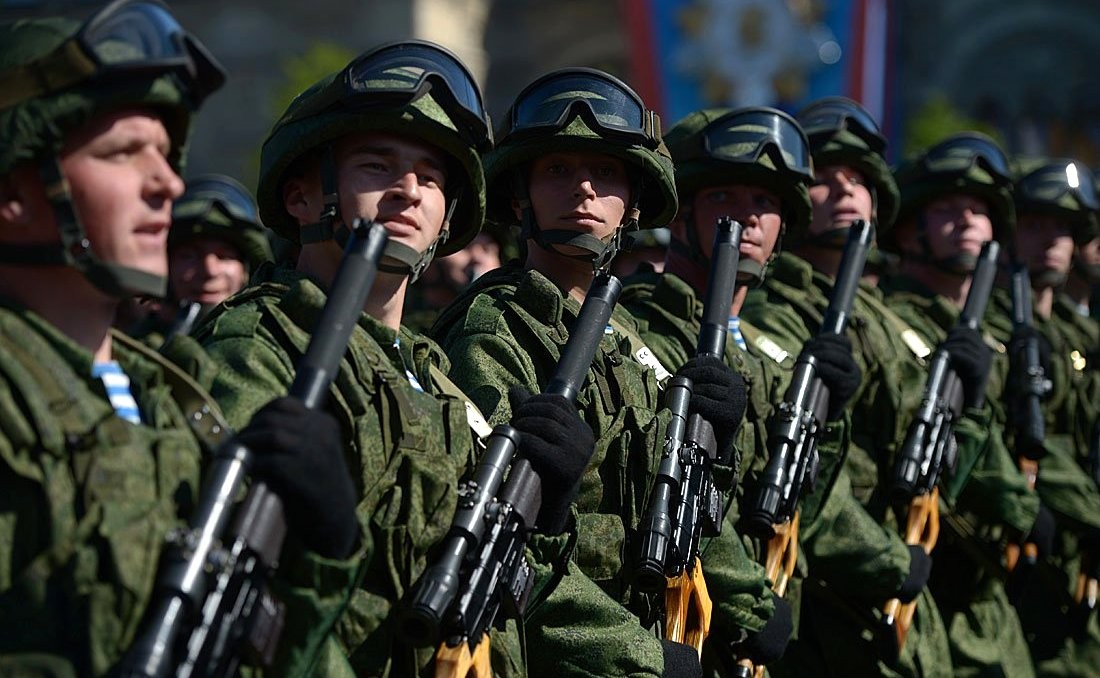
VSS được mang theo bởi Lực lượng Lính dù Nga trong Cuộc diễu hành Độc lập Moscow 2014

- Armenia: Một lượng nhỏ VSS đã được nhận từ Nga.[1]
- Belarus: Được sử dụng bởi các lực lượng đặc biệt khác nhau.[2]
- Chechen Republic of Ichkeria[3]
- Syria: Được sử dụng bởi quân đội Syria.
- Georgia: Được sử dụng bởi các lực lượng đặc biệt của quân đội và cảnh sát.[4]
- Kazakhstan[cần dẫn nguồn]
- Jordan: Lực lượng đặc biệt.[cần dẫn nguồn]
- Nga: Lực lượng đặc biệt, Tổng cục An ninh Liên bang Nga (FSB)[5] and OMON.[6]
- Liên Xô[5]
- Ukraine: Được sử dụng bởi SBU Alpha Group[7].[Còn mơ hồ  – thảo luận]